# Гай Умидий Дурмий Квадрат
Гай Умидий Дурмий Квадрат (на латински: Gaius Ummidius Durmius Quadratus; * 12 пр.н.е.; † 59/60 г., Сирия) e римски сенатор от 1 век.

## Биография
Той е първият член на фамилията си от Казинум в южната част на Лацио от gens Умидии станал сенатор. През 18 г. той e претор, след това от 22 до 31 г. e проконсул на Кипър и от 31 до 39 г. легат на провинция Лузитания. Едва след двадесет години след претурата си той като homo novus става суфектконсул.
По времето на Клавдий той става управител на Илирия и от 50/51 г. на Сирия, където умира през 59/60 г. Вероятно е погребан в Казинум, където дъщеря му Умидия Квадратила провежда големи строителни мероприятия.
Гай Умидий Дурмий Квадрат принадлежи към сакралната колегия на Quindecimviri Sacris Faciundis. Неговият правнук Гай Умидий Квадрат e суфектконсул през 118 г.